# Reedy Fork
Der Reedy Fork ist ein 55 Kilometer langer rechter Nebenfluss des Haw River im US-Bundesstaat North Carolina. 

## Verlauf
Der Reedy Fork entspringt im Piedmont auf 292 m in einem Weiher inmitten der Stadt Kernersville im Forsyth County. Der Fluss fließt anfangs vorwiegend nach Nordosten und überquert bei den Berry Water Gardens die Grenze zum Guilford County. Er passiert das nördlich gelegene Oak Ridge und wendet sich dann südlich von Summerfield nach Osten. 
Gleich darauf wird er zum Lake Brandt gestaut. In diesen mündet von rechts der gleich oberhalb zum Lake Higgins gestaute Brush Creek und der Horsepen Creek. Am linken Ufer münden die Abflüsse der Stauseen Martin Lake, Hillside Lake, Foster Lake, Hunsuckle Lake und Richardson Lake ein. Der Fluss verlässt den Stausee im Nordosten und wird nach kurzem Lauf nach Osten zugleich zum Lake Townsend gestaut. In diesen mündet rechtsufrig der aus dem Richland Lake kommende Richland Creek.
Gleich darauf durchfließt er zwei kleine Weiher, ehe er wenig südöstlich des Lake Townsend zum Hardys Mill Pond gestaut wird. Den Stauweiher verlässt er unterhalb einer Brücke des U.S. Highway 29. Der Reedy Fork fließt nun vorwiegend nach Osten durch das Guilford County, wobei er von rechts den Buffalo Creek aufnimmt. Bei Ossipee überquert er die Grenze zum Alamance County. Der Reedy Fork mündet schließlich wenig nördlich von Burlington auf 178 m von rechts in den Haw River.